# Mihail-Gabriel Ioniță
Mihail-Gabriel Ioniță (n. 27 august 1959) este un fost deputat român în legislatura 1996-2000, ales în județul Dolj pe listele partidului PNȚCD. Mihail-Gabriel Ioniță a fost membru în grupul parlamentar de prietenie cu Republica Africa de Sud.

## Legături externe
- Mihail-Gabriel Ioniță Arhivat în 21 iunie 2024, la Wayback Machine. la cdep.ro